# Велье (Ленинградская область)
Велье — деревня в Самойловском сельском поселении Бокситогорского района Ленинградской области.

## История
Деревня Харчевни упоминается на карте Новгородского наместничества 1792 года А. М. Вильбрехта.

ВЕЛЬСКИЕ ХАРЧЕВНИ — деревня Михеевского общества, прихода погоста Лучна. Озеро Вельское.

Крестьянских дворов — 1. Строений — 4, в том числе жилых — 1. 

Число жителей по семейным спискам 1879 г.: 5 м. п., 7 ж. п.; по приходским сведениям 1879 г.: 5 м. п., 6 ж. п.

В конце XIX — начале XX века деревня административно относилась к Обринской волости 5-го земского участка 3-го стана Тихвинского уезда Новгородской губернии.

ВЕЛЬСКИЕ ХАРЧЕВНИ, ОЗЁРНЫЙ — посёлок В. и Ив. Воробьёвых, число дворов — 2, число домов — 3, число жителей: 4 м. п., 5 ж. п.; Занятия жителей: земледелие. СПб-Вологодская ж.д. и Тихвинско-Устюженский почтовый тракт. Озеро Вельское.

ВЕЛЬСКИЕ ХАРЧЕВНИ — посёлок Алексея Воробьёва, число дворов — 1, число домов — 1, число жителей: 3 м. п., 4 ж. п.; Занятия жителей: земледелие. СПб-Вологодская ж.д. и Тихвинско-Устюженский почтовый тракт. Озеро Вельское. Мелочная лавка, смежен со ст. Чудцы. (1910 год)

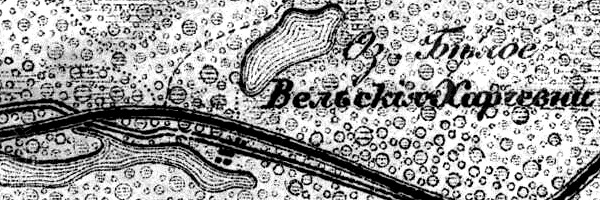
Деревня Велье на карте 1917 года

Согласно военно-топографической карте Новгородской губернии издания 1917 года, деревня называлась Вельские Харчевни.
С 1917 по 1918 год деревня Вельские Харчевни входила в состав Обринской волости Тихвинского уезда Новгородской губернии.
С 1918 года, в составе Череповецкой губернии.
С 1924 года, в составе Пикалёвской волости.
С 1927 года, в составе Самойловского сельсовета Пикалёвского района.
С 1932 года, в составе Ефимовского района.
По данным 1933 года деревня называлась Харчевни Веселовские и входила в состав Самойловского сельсовета Ефимовского района.
С 1952 года, в составе Бокситогорского района.
С 1 января 1953 года деревня Вельские Харчевни учитывается областными административными данными, как деревня Велье.
С 1963 года, вновь в составе Ефимовского района.
С 1965 года вновь в составе Бокситогорского района. В 1965 году население деревни составляло 85 человек.
По данным 1966, 1973 и 1990 годов деревня Велье также входила в состав Самойловского сельсовета Бокситогорского района.
В 1997 году в деревне Велье Самойловской волости проживали 14 человек, в 2002 году — 11 человек (все русские).
В 2007 году в деревне Велье Самойловского СП проживали 9 человек, в 2010 году — 12.

## География
Деревня расположена в центральной части района на автодороге 41К-191 (Самойлово — Велье), к северу от автодороги А114 (Вологда — Новая Ладога).
Расстояние до административного центра поселения — 8 км.
Деревня находится близ железнодорожной линии Волховстрой I — Вологда. Расстояние до ближайшей железнодорожной платформы Чудцы — 1 км. 
Деревня находится на северном берегу озера Велье.

## Демография
| 1997 | 2002 | 2007 | 2010 | 2017 |
| ---- | ---- | ---- | ---- | ---- |
| 14   | ↘11  | ↘9   | ↗12  | ↗15  |